# Exheterolocha
Exheterolocha là một chi bướm đêm thuộc họ Geometridae.

## Các loài
- Exheterolocha dictyota
- Exheterolocha niphas
- Exheterolocha prouti
- Exheterolocha retifera